# Tupuxuara
Tupuxuara war ein Kurzschwanzflugsaurier (Pterodactyloidea). Seine fossilen Überreste fand man in der Santana-Formation Brasiliens. Er lebte in frühen Kreidezeit vor etwa 110 Millionen Jahren. Die Tiere hatten große Kämme auf ihren Schädeln, die vielleicht ein Geschlechtsmerkmal waren und bei der Balz eine Rolle spielten. Bei den Weibchen hatten die Kämme eine rundere Form. Das erste juvenile Exemplar wurde 2006 von Wissenschaftlern der Universität von Portsmouth in Nordostbrasilien gefunden. Sein Schädelkamm war noch nicht völlig entwickelt. Wie die meisten Flugsaurier war Tupuxuara ein Fischfresser.
Es werden drei Arten unterschieden:

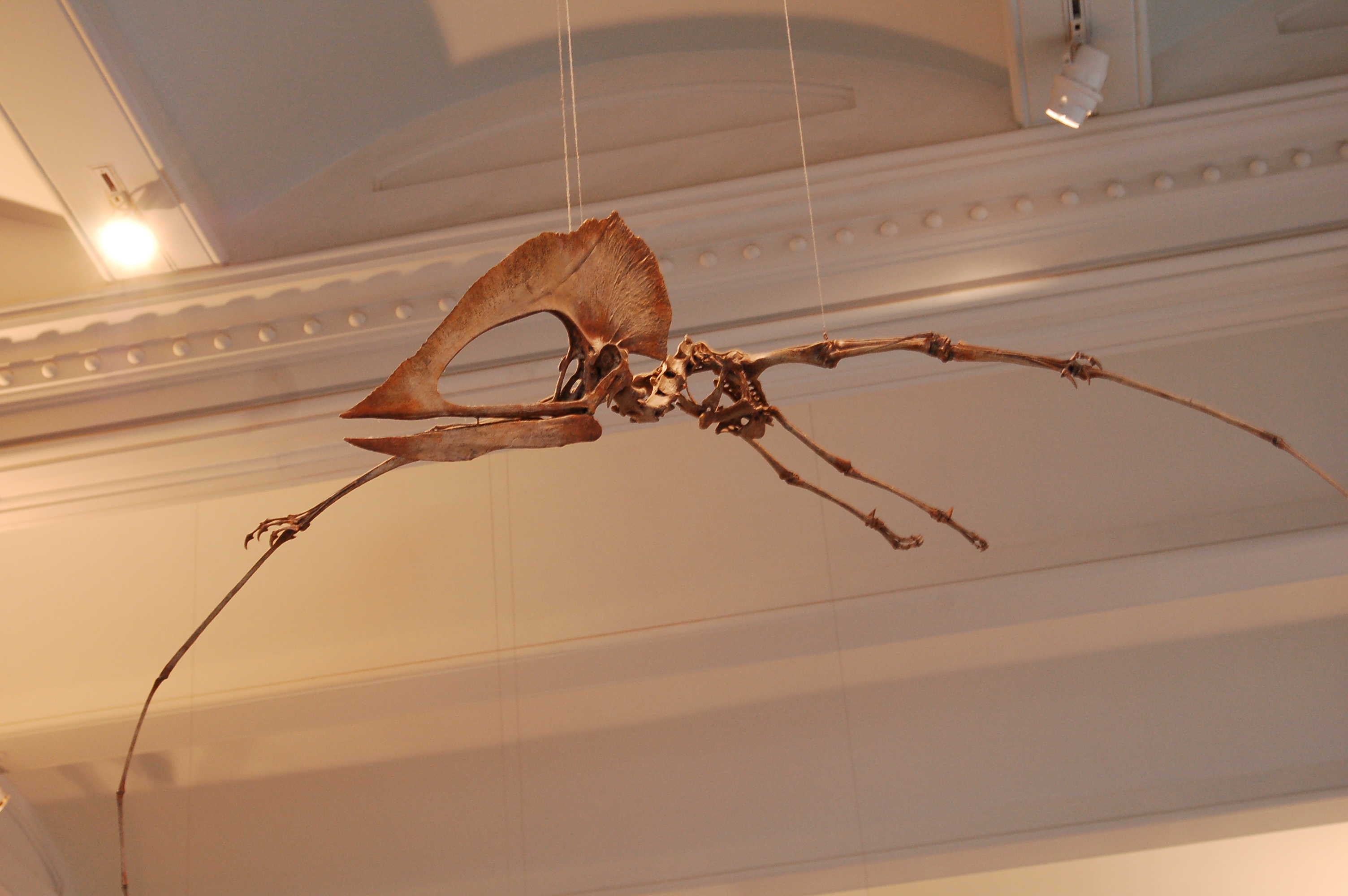
Skelett von Tupuxuara leonardi im American Museum of Natural History in New York

- Tupuxuara leonardi, 1991 von dem Paläontologen LA Nesov beschrieben. Er hatte eine Flügelspannweite von etwa 5,5 Metern und eine Schädellänge von 1,3 Metern.
- Tupuxuara longicristatus, 1989 von AWA Kellner beschrieben. Von dieser Art sind nur ein Schädelteil sowie einige Flügelknochen bekannt.
- Tupuxuara deliradamus, 2009 von Mark Witton beschrieben. Die Beschreibung erfolgte anhand eines Schädelfunds[1]